# Ульріх Карнац
Ульріх Карнац (нім. Ulrich Karnatz, 2 грудня 1952) — східнонімецький академічний веслувальник.
Олімпійський чемпіон 1976, 1980 років у складі вісімки.
Чемпіон світу 1975, 1977, 1978, 1979 років у складі вісімки.